# Polikarpov SPB
Il Polikarpov SPB (D) (Skorostnoj Pikirujuščy Bombardirovščik (Dal'nost)) era un bombardiere in picchiata bimotore realizzato dallo OKB 84 Polikarpov prima della seconda guerra mondiale. Furono costruiti un singolo prototipo e cinque velivoli di pre-produzione, ma due precipitarono e il programma di costruzione fu annullato in favore del Petlyakov Pe-2.

## Storia del progetto
Nel 1934, per la prima volta, VVS considerò la questione della realizzazione di un bombardiere in picchiata in Unione Sovietica, capace di effettuare bombardamenti con angoli fino a 60°. Si sarebbe dovuto emettere un ordine per un prototipo dotato di motore Mikulin AM-34FRN a V.F. Rentel, ma lo stabilimento dove lavorava in quel momento rifiutò l'ordine, ed anche un tentativo di coinvolgere in questo lavoro l'ufficio tecnico della VVIA intitolato a N. E. Žukovskij fallì. Nello stesso anno Nikolaj Nikolaevič Polikarpov, di propria iniziativa, iniziò lo sviluppo di un bombardiere bimotore a tre posti ad alta velocità designato SVB, equipaggiato con motori M-100. A metà del febbraio 1937 i disegni dell'aereo SVB erano completamente pronti, ma non entrò mai in produzione e sulla base di esso fu sviluppato l'aereo biposto bimotore cacciacarri VIT-1. L'Aeronautica Militare non accettò l'idea di un aereo anticarro e raccomandò a Polikarpov di concentrare i suoi sforzi su un caccia cannone designato MPI dotato di due motori M-100 e una velocità massima di 500-550 km/h. Il 31 gennaio 1937, una commissione tecnica lavorò sullo MPI, e il 25 luglio il governo approvò il piano di costruzione per i velivoli per l'anno in corso, che prevedeva la costruzione di due prototipi del caccia.
Il 13 ottobre Polikarpov presentò il progetto preliminare del VIT-2 con motori M-103, e furono sviluppate un totale di sette varianti di questo aereo, incluso un bombardiere in picchiata. Ufficialmente il VIT-2, nel progetto preliminare, fu presentato in tre versioni: bombardiere ad alta velocità a corto raggio (BSB), VIT e MPI.
Sul secondo prototipo del VIT-2, Polikarpov installò un impennaggio di coda bideriva e la presenza di terzo membro dell'equipaggio: un navigatore. Ora non c'era più bisogno di preoccuparsi della difesa dell'emisfero posteriore e per migliorare le prestazioni di volo il progettista optò per motori Klimov M-105 più potenti. Tali motori non arrivarono in tempo e il 10 maggio 1938 un VIT-2 con motori M-103 uscì dall'officina di assemblaggio. Il giorno successivo il prototipo effettuò il suo primo volo nella mani del pilota collaudatore Valerij Pavlovič Čkalov. Dal 13 settembre al 4 ottobre 1938 il prototipo effettuò 35 voli per una durata totale di 13 ore e 40 minuti. Con un peso in volo di 6300 kg ad un'altitudine di 4500 m raggiunse una velocità di 483 km/h. A causa di alcuni difetti emersi il 5 ottobre il VIT-2 fu restituito alla fabbrica. Dal 9 al 26 febbraio 1939 furono completati con successo i nuovi collaudi. Dopo l'installazione delle nuove eliche VISH-2E, la modifica dei contorni del tettuccio della cabina di pilotaggio dell'operatore radiofonico e dei radiatori dell'acqua, la velocità massima a 0 m era di 446 km/h e ad una altitudine di 4600 m di 500 km/h. I militari insistettero per utilizzare il VIT-2 come bombardiere in picchiata, ed esso assunse il nome di SPB (bombardiere in picchiata ad alta velocità). Il capo progettista Polikarpov non era d'accordo, credendo di aver concepito l'SBP come un bombardiere ad alta velocità che, se necessario, poteva essere utilizzato come bombardiere in picchiata.
Il 28 marzo Kliment Efremovič Vorošilov e Michail Kaganovič prepararono e inviarono un promemoria a Vjačeslav Michajlovič Molotov e Iosif Stalin sull'organizzazione della produzione in serie dell'SBP nello stabilimento n. 124 che doveva essere cancellato. Il 27 aprile 1939, dopo un viaggio con Polikarpov e il vice capo dell'Istituto di ricerca dell'aeronautica I.F. Petrov allo stabilimento n.124, Kaganovič scrisse a Stalin e Molotov: Il compagno Polikarpov si oppone categoricamente alla produzione dell'aereo SBP in questo stabilimento, poiché i disegni dell'aereo che hanno superato i test statali sono attualmente in fase di completa riprogettazione strutturale e tecnologica da parte del compagno Polikarpov, che richiederà la produzione di due prototipi di testa macchine per prove statiche e di volo, quindi questi velivoli saranno completamente diverse dai prototipi che ha superato i test governativi. Io, d'accordo con il capo dell'aeronautica compagno Loktënov, ho nominato una commissione per determinare le condizioni tecniche e la possibilità di introdurre SBP nella serie. Il primo prototipo dello SPB (D) uscì di fabbrica il 31 dicembre 1939.

## Descrizione tecnica
Bombardiere di costruzione interamente metallica progettato per il bombardamento in picchiata. Monoplano ad ala bassa, con impennaggio di coda bideriva. La fusoliera era monoscocca. Il carrello di atterraggio era triciclo, posteriore, retrattile con ruotino di coda anch'esso retrattile. Le gambe principali del carrello si ritraevano all'indietro, per rotazione, nella parte terminale delle gondole motori. La propulsione era affidata a due motori Klimov M-105 a 12 cilindri in linea, raffreddati a liquido eroganti la potenza di CV (783 kW) ed azionanti eliche a passo variabile in volo VISH-22E. I serbatoi del carburante avevano una capacità totale di 2320 litri, con sistema di riempimento a gas inerte. 
L'armamento difensivo si basava su 1 mitragliatrice Berezin UB calibro 12,7 mm sparante all'indietro, 1 mitragliatrice ShKAS calibro 7,62 mm fissa a prua, azionata dal navigatore, 1 mitragliatrice ShKAS cal. 7,62 mm sparante nella parte inferiore della fusoliera. Quando la mitragliatrice posteriore sparava, la parte superiore della cabina ("hunch") poteva essere abbassata. L'armamento offensivo, pari a 1.500 kg di bombe, era contenuto parte all'interno della fusoliera appeso a cinque travi (800 kg), e parte all'esterno, sotto le ali, appeso a due travetti (700 kg). Durante la picchiata il rilascio delle bombe poteva essere effettuato solo dai supporti esterni.

## Impiego operativo
Oltre al prototipo SPB (D), furono ordinate cinque macchine di pre-produzione prima ancora che il prototipo effettuasse il suo primo volo che avvenne il 18 febbraio 1940 nelle mani del collaudatore Boris Kudrin. Il 27 aprile 1940 il primo prototipo si schiantò al suolo per cause sconosciute, uccidendo il pilota collaudatore Pavel Georgievič Golovin.
Il 2 giugno 1940 il collaudatore Michail Lipkin sopravvisse a malapena quando, atterrando con i motori fuori uso, il suo SPB (D) urtò un Tupolev SB parcheggiato. Il 30 giugno il secondo SPB (D) di pre-produzione si disintegrò in volo. Il pilota Lipkin e l'ingegnere di volo Bulyčov, incaricati di testare il flutter alare (vibrazione aeroelastica) a una velocità di picchiata estrema di 600 km/h (373 mph), morirono nello schianto; l'aereo si disintegrò in realtà in volo orizzontale. Inizialmente gli investigatori attribuirono la responsabilità dell'incidente al vice di Polikarpov, N.A. Žemčužin, che presumibilmente non riuscì a montare correttamente i pesi di bilanciamento nei bordi d'attacco degli alettoni, causando un violento fenomeno di flutter. In seguito incolparono anche Lipkin, già morto, per il presunto sconsiderato aumento della velocità. Gli ingegneri e il personale dello TsAGI espressero il sospetto che altri fattori avrebbero potuto essere coinvolti, ma questi non furono affatto esaminati.
Il terzo prototipo, pilotato da Kudrin, perse il compensatore orizzontale in volo; il pilota riuscì ad atterrare con l'aereo ma si rifiutò di volare ulteriormente sui prototipi SPB (D). Il 29 luglio 1940 tutti i lavori sul progetto del bombardiere in picchiata furono annullati su decisione del commissario del popolo Šachurin; i test richiesti per un corretto esame dell'incidente non furono completati. Il governo preferì costruire bombardieri in picchiata bimotore sul modello del Petlyakov VI-100, poi prodotto in serie come Petlyakov Pe-2, che assunse i ruoli originariamente previsti per l'SPB (D).